# Murialdo
Murialdo (en lígur: Moriaodo; en piemontès: Muriaud) és un comune (municipi) a la Província de Savona, a la regió italiana de la Ligúria, situat uns 60 km a l'oest de Gènova i uns 25 km a l'oest de Savona. A 31 de desembre de 2011, la seva població era de 838 habitants, sobre una superfície de 37.5 km².
El municipi de Murialdo conté les frazioni (agregats o llogarets) de: Piani, Piavata, Piano, Ponte, Bonetti, Valle, Isolagrande i Riofreddo.
Murialdo limita amb els següents municipis: Calizzano, Castelnuovo di Ceva, Massimino, Millesimo, Osiglia, Perlo, Priero i Roccavignale.

## Ciutats agermanades
Murialdo està agermanat amb:
- Schweich, Alemanya (1994)